# Santa Bárbara (Minas Gerais)
Santa Bárbara es un municipio brasileño del estado de Minas Gerais. Su población estimada en 2018 es de 30 807 habitantes, según el Instituto Brasileño de Geografía y Estadística (IBGE).

## Historia
Hacia 1707 bandeirantes se instalan a orillas del arroyo Santa Bárbara tras el hallazgo de minas de oro en sus márgenes. Inicialmente el lugar era conocido como Santo Antônio do Rio Abaixo. Posteriormente fue llamado Santa Bárbara, por el arroyo que baña la ciudad. En 1724, el campamento allí instalado fue elevado al distrito. El 16 de marzo de 1839 fue elevado a municipio y en 1858 adquirió el estatus de ciudad. La última modificación territorial fue en 2001.

## Clima
Según la clasificación climática de Köppen, el municipio se encuentra en el clima tropical de altitud Cwa.

## Personas destacadas
- Afonso Augusto Moreira Pena (1847-1909), presidente de Brasil entre 1906 y 1909.[6]